# Solar Mesosphere Explorer
Der Solar Mesosphere Explorer (SME) bzw. Explorer 64 war ein Forschungssatellit der NASA, der die ozonerzeugenden und -zerstörenden Prozesse in der Mesosphäre und oberen Stratosphäre der Erde und den Einfluss der Sonneneinstrahlung auf diese Prozesse erforscht hat. Der Satellit wurde am 6. Oktober 1981 von Vandenberg mit einer Delta-2310-Rakete gestartet. Nach dem Start trat SME in eine sonnensynchrone niedrige Erdumlaufbahn ein. Er war spinstabilisiert mit 5 Umdrehungen in der Minute.
SME war 1,7 m hoch, hatte einen Durchmesser von 1,25 m und bestand aus zwei Hauptmodulen, dem Satellitenbus und dem Instrumententräger. Für die wissenschaftlichen Messungen verfügte SME über fünf Instrumente.
SME übertrug über einen Zeitraum von 7,5 Jahren bis zum 4. April 1989 Daten zur Erde und verglühte am 5. März 1991 in der Erdatmosphäre.